# Melanagromyza dubia
Melanagromyza dubia este o specie de muște din genul Melanagromyza, familia Agromyzidae, descrisă de Mitsuhiro Sasakawa în anul 1961. Conform Catalogue of Life specia Melanagromyza dubia nu are subspecii cunoscute.